# 弗朗塞斯卡·勒
弗朗塞斯卡·勒（英語：Francesca Le，1970年12月28日—），美國女性成人片演員、導演和製片人。

## 生平
弗朗塞斯卡·勒生於加利福尼亞州洛杉磯。1992年，21歲的勒進入色情行業，憑藉Anabolic Video的電影《鋼棒女孩13》（Gangbang Girl 13，1994年）而成名。2001年與色情演員的馬克·伍德結婚，兩人隨後創建了自己的製作公司——，製作了諸如《對接任務》（Butt Quest，2002年）和《戰利品強盜！》（Booty Bandits!，1994年）等作品，勒也身兼導演一職。在色情片中，她的專長包括來自與男伴侶的肛交和面部性交；也以拍攝恋足影片而聞名，常賣弄自己肉感的大腿。勒在2011年受訪中表示，因工作量大導致夫妻倆從不在家做愛。她和丈夫也是和等色情網站的創立者。
1994年和2005年贏得AVN獎。2005年入選AVN名人堂。

## 圖集

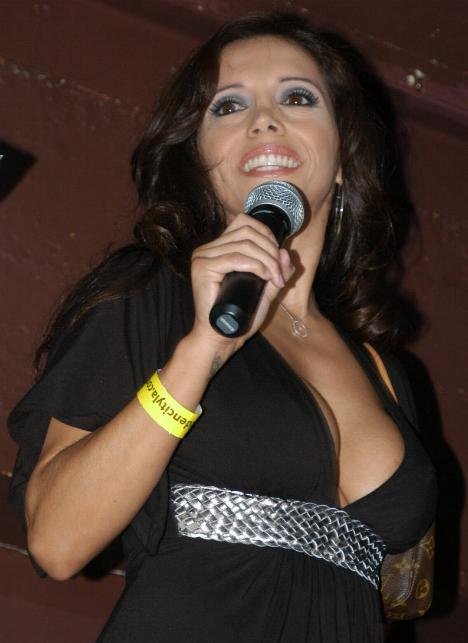
勒出席2007年XRCO獎（英语：XRCO Award）
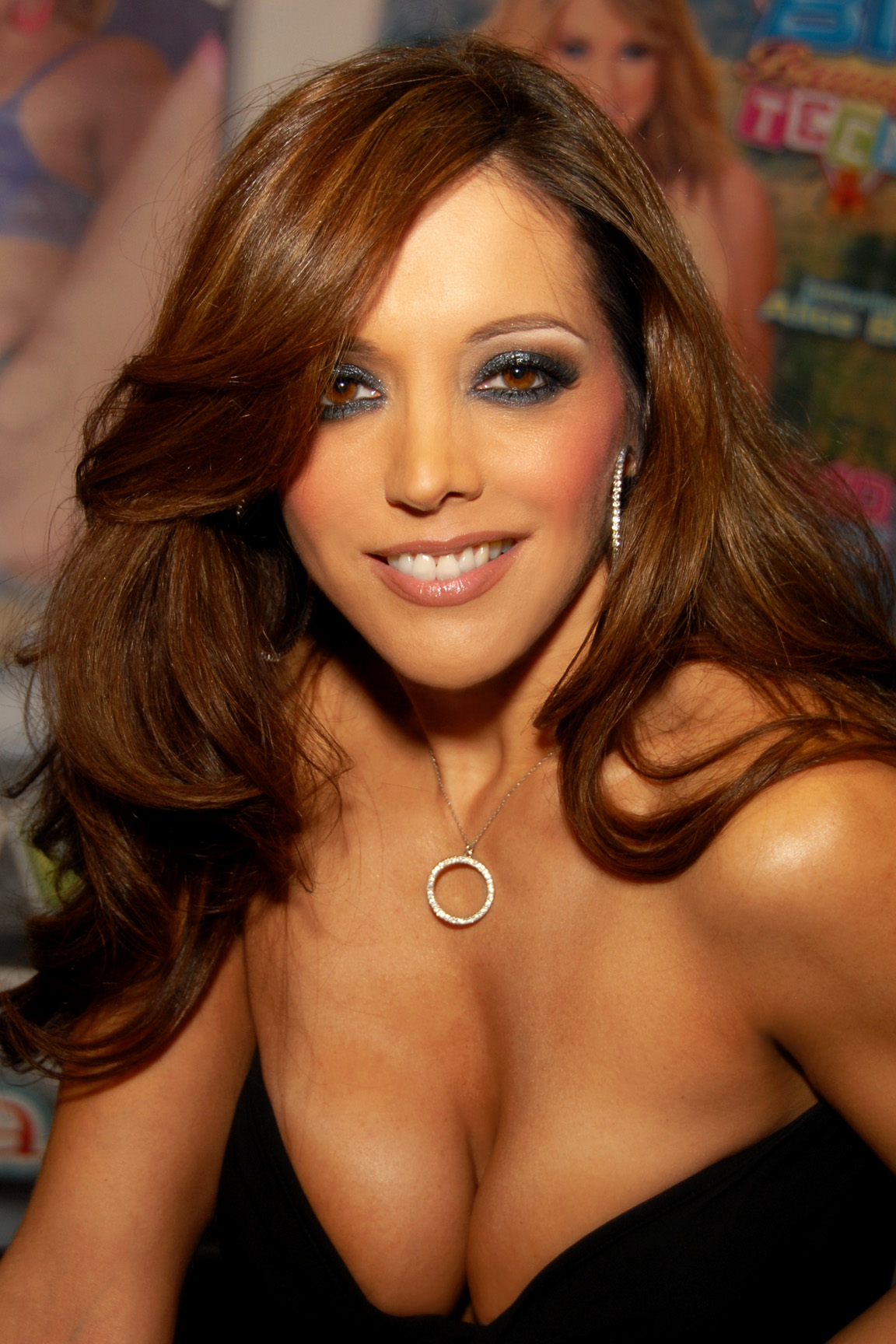
勒出席2010年AVN成人娛樂博覽會
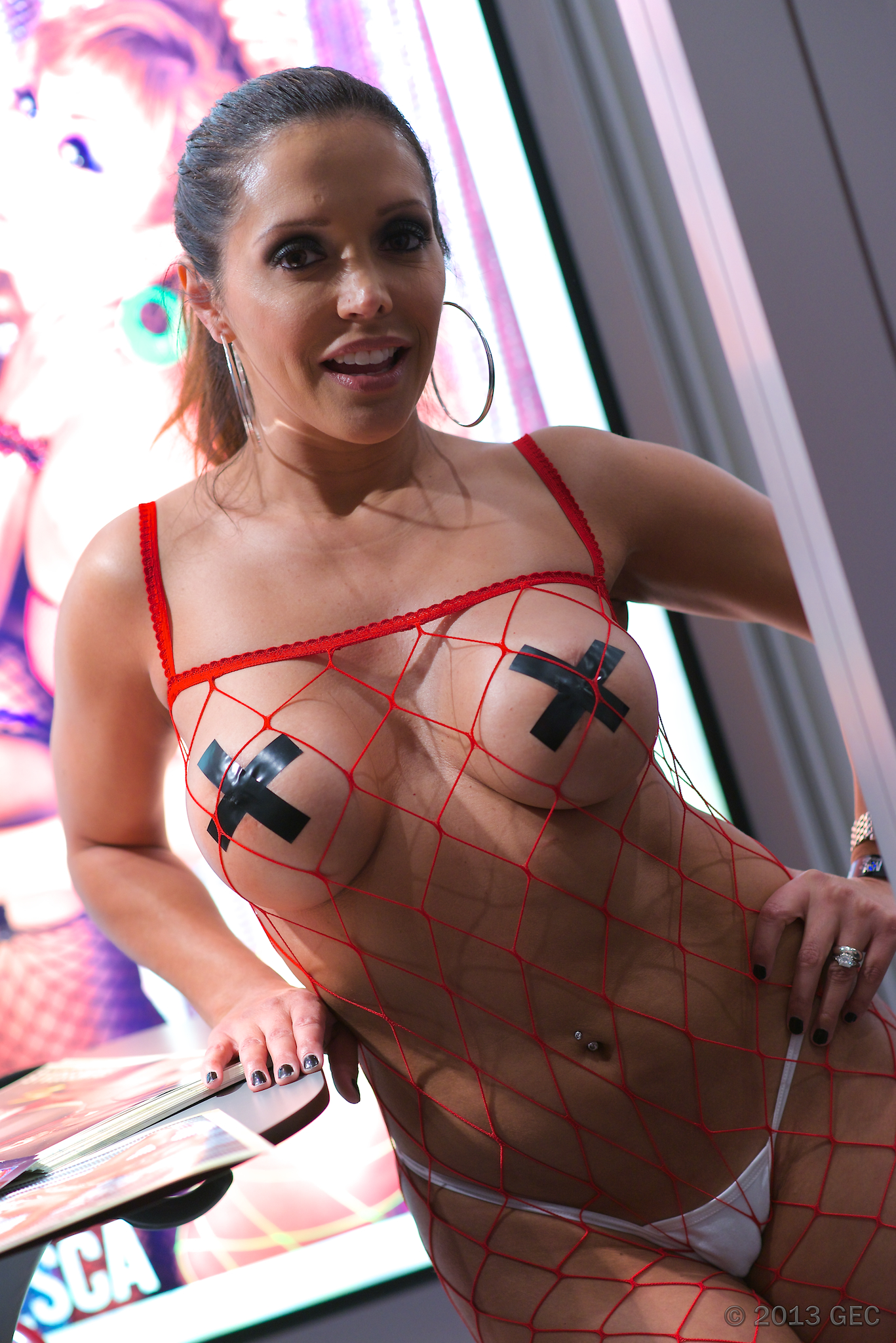
勒出席2013年AVN成人娛樂博覽會

## 外部連結
- 官方网站
- 弗朗塞斯卡·勒的Instagram帳戶
- 弗朗塞斯卡·勒的X（前Twitter）
- 弗朗塞斯卡·勒在互联网电影资料库（IMDb）上的資料（英文）
- 弗朗塞斯卡·勒在網際網路成人電影資料庫
- 成人電影資料庫上弗朗塞斯卡·勒的资料（英文）